# يوجين فاما
يوجين فاما (بالإنجليزية: Eugene Fama)‏ (ولد في 14 فبراير 1939 م) هو عالم اقتصاد أمريكي حاصل على جائزة نوبل. اشتُهر بأبحاثه النظرية والتجريبية في نظرية المحفظة وتسعير الأصول. حصل على شهادة جامعية في اللغة الفرنسية من جامعة تافتس في عام 1960 م ومن ثم ماجستير في إدارة الأعمال ودكتوراة في الاقتصاد والتمويل من جامعة شيكاغو حيث أصبح عضواً في هيئة التدريس.
أكثر ما عرف عنه هو تطويره لفرضية كفاءة السوق. يوجين فاما هو أول فائز بجائزة المالية والاقتصاد من دويتشه بنك و التي مُنحت له في عام 2005 م. كما حصل على جائزة نوبل للاقتصاد عام 2013. نشأ وما زال فاما مسيحي كاثوليكي.

## روابط خارجية
- يوجين فاما على موقع IMDb (الإنجليزية)
- يوجين فاما على موقع الموسوعة البريطانية (الإنجليزية)
- يوجين فاما على موقع مونزينجر (الألمانية)